# 郭從朴
郭從朴（1487年—？），字文伯，號南塘，山東萊州府掖縣人，軍籍，明朝政治人物。

## 生平
嘉靖元年（1522年）壬午科山東鄉試第六名舉人。嘉靖八年（1529年）中式己丑科會試第二百二十六名，登第三甲第一百四十四名進士。授户部主事，督儲大同，歷升员外郎、郎中，官至陕西鞏昌府知府。以考察去職。

## 家族
曾祖郭宗；祖父郭釗，曾任教諭贈監察御史；父郭東山，弘治進士，官至四川布政司右參政。母毛氏（封孺人，累封太淑人）。具庆下。弟從楷。